# مكتب تعداد الولايات المتحدة
مكتب تعداد الولايات المتحدة (بالإنجليزية: United States Census Bureau)، وهو الوكالة الحكومية المسؤولة عن تعداد السكان بالولايات المتحدة. كما أنها تقوم بجمع البيانات الديموغرافية والاقتصادية للولايات المتحدة. مكتب التعداد هو جزء من وزارة التجارة الأمريكية. ومدير المكتب يختاره رئيس الولايات المتحدة.

## مناطق وأقسام التعداد
مكتب التعداد بالولايات المتحدة له أربعة مناطق الرسمية، مع تسعة شعب رسمية.
- شمال شرق الولايات المتحدة
  - نيو إنجلاند
  - ولايات شرق الأطلسي
- الغرب الأوسط للولايات المتحدة
  - شمال شرق الولايات الوسطى
  - شمال غرب الولايات الوسطى
- الولايات الغربية
  - ولايات المحيط الهادئ
  - الولايات الجبلية
- الولايات الجنوبية
  - جنوب غرب الولايات الوسطى
  - جنوب شرق الولايات الوسطى
  - ولايات جنوب الأطلسي

## وصلات خارجية
- مكتب تعداد الولايات المتحدة (بالإنجليزية)
- مكتب التعداد في السجل الفيدرالي (بالإنجليزية)